# Alegoría de la Industria
Alegoría de la Industria es un tondo pintado por Francisco de Goya hacia 1805 que constituyó uno de los cuatro cuadros de una serie de alegorías relativas al progreso científico y económico. Se idearon para decorar una sala de espera del llamado Palacio de Godoy en Madrid, entonces residencia de Manuel Godoy, el máximo mandatario de España bajo el reinado de Carlos IV. El cuadro, al igual que los otros dos de su serie conservados, se halla desde 1932 en el Museo del Prado, procedente del Ministerio de Marina.
La imagen muestra cómo dos mujeres jóvenes hilan en sus respectivas ruecas en una estancia en semipenumbra iluminada por la luz de un amplio ventanal que se abre a la izquierda desde el punto de vista del espectador. Al fondo, en la oscuridad, se aprecian confusamente algunas cabezas de ancianas, que se han relacionado con las Parcas. La indefinición de estas mujeres no permite saber si son trabajadoras de la estancia fabril o bien representaciones figuradas en un tapiz o lienzo.

## Análisis
La serie de cuatro tondos fue producto de un encargo de Godoy (1767-1851) hecho con objeto de decorar una sala cuadrada del Palacio del Marqués de Grimaldi, que ocupó durante unos años y que ahora es más conocido como Palacio de Godoy. A esta sala se accedía por una escalinata monumental. Los otros cuadros que completan el conjunto decorativo son las alegorías de la Agricultura, el Comercio y la Ciencia, este último desaparecido.
Los temas suponen el deseo de Godoy de aparecer como un gobernante reformista e ilustrado, máximo garante del progreso económico y científico de España, en relación con las actividades de las Sociedades Económicas de Amigos del País que proliferaron en esa época.
Sin embargo este cuadro es un indicador del anquilosado concepto que la España de la época podía tener del desarrollo de la industria, pues la imagen está muy alejada de representar la Revolución industrial que se está produciendo en las regiones más desarrolladas de Europa en esta época, y frente a las cuales, España adolece de un similar progreso económico y científico. La imagen goyesca parte de un modelo del Antiguo Régimen, el del cuadro de Las Hilanderas, de Velázquez, y lejos de aumentar el número de hiladoras para reflejar la producción masiva propia de una industria fabril, la manufactura se hace sin máquinas evolucionadas (dos ruecas que remiten a la producción artesanal) y con pocos trabajadores. El dibujo aparece distorsionado debido a que las obras estaban dispuestas en alto. La técnica de ejecución es de pincelada rápida y firme.
Además sus ropajes no son propios de la clase obrera. Los grandes escotes, las blusas blancas y sus actitudes melancólicas y distraídas, parecen más propios de las damas de buena posición de la época que de verdaderas empleadas de un taller. La robustez de sus fisonomías no es tampoco la mejor manera de imaginar las condiciones habituales de alimentación y extracción social de los proletarios de la fabricación industrial. Se trata de una representación tradicional y bastante acartonada en la iconografía usual de los oficios gremiales más que de la inminente necesidad de progreso tecnológico que tenía la economía del país y da cuenta de las carencias conceptuales existentes con respecto a lo que debía ser una avanzada industria moderna.